# Episodi di Teddy & Annie
Gli episodi della serie animata sono stati trasmessi per la prima volta su Rai 1 nel 1999 (stagione 1) e su Rai 2 nel 2002 (stagione 2).
| nº | Titolo inglese                            | Titolo italiano                         | Prima TV UK | Prima TV Italia  |
| -- | ----------------------------------------- | --------------------------------------- | ----------- | ---------------- |
| 1  | Forgotten Again                           | Alla ricerca della casa perduta         | TBA         | 20 febbraio 1999 |
| 2  | Toys That Go Bump in the Night            | Una notte tra i fantasmi                | TBA         | 27 febbraio 1999 |
| 3  | Not Fair                                  | Un giro al luna park                    | TBA         | 6 marzo 1999     |
| 4  | New Zoo                                   | Il piccolo zoo                          | TBA         | 13 marzo 1999    |
| 5  | Toy Boy                                   | Capitan coraggio                        | TBA         | 20 marzo 1999    |
| 6  | Toy Stars                                 | Il teatro delle marionette              | TBA         | 27 marzo 1999    |
| 7  | Cowboy Toys                               | Il piccolo, grosso Teddy                | TBA         | 3 aprile 1999    |
| 8  | Toys on Trial                             | L'anello di brillanti                   | TBA         | 1º maggio 1999   |
| 9  | Hospital Toys                             | Dottore per orsetti cercasi             | TBA         | 8 maggio 1999    |
| 10 | Chicken                                   | L'orsetto mamma                         | TBA         | 10 aprile 1999   |
| 11 | Dolled Up                                 | Il défilé delle bambole                 | TBA         | 17 aprile 1999   |
| 12 | On The Road                               | Lunga è la strada                       | TBA         | 24 aprile 1999   |
| 13 | Blazing Toys                              | Giocattoli in fiamme                    | TBA         | 15 maggio 1999   |
| 14 | Toy Boy 2 - The Return of Captain Courage | Il ritorno di Capitan Coraggio          | TBA         | 1º gennaio 2002  |
| 15 | Spy Toys                                  | Teddy Bond                              | TBA         | 1º gennaio 2002  |
| 16 | A Fridge Too Far                          | La guerra dei giocattoli                | TBA         | 2 gennaio 2002   |
| 17 | Close Encounters of the Toy Kind          | Incontri ravvicinati di giocattolo-tipo | TBA         | 2 gennaio 2002   |
| 18 | Magic Teddy/Magic Toys                    | Magico Teddy                            | TBA         | 3 gennaio 2002   |
| 19 | Toy Swap                                  | Ci scambiamo di posto                   | TBA         | 3 gennaio 2002   |
| 20 | Teddy in Love/Toys in Love                | Teddy innamorato                        | TBA         | 4 gennaio 2002   |
| 21 | Castaway Toys                             | I naufraghi                             | TBA         | 4 gennaio 2002   |
| 22 | Circus Toys                               | Giocattoli al circo                     | TBA         | 7 gennaio 2002   |
| 23 | Baby                                      | Il bimbo                                | TBA         | 7 gennaio 2002   |
| 24 | Bath Toys                                 | Giocattoli da bagno                     | TBA         | 8 gennaio 2002   |
| 25 | Dog Day                                   | Un cane per amico                       | TBA         | 8 gennaio 2002   |
| 26 | Trouble in Store                          | Grandi magazzini                        | TBA         | 9 gennaio 2002   |

## VHS
- Il piccolo grosso Teddy (episodi 05-07-13)
- Il teatro delle marionette (episodi 06-11-12)
- Avventure allo zoo (episodi 04-08-09-10)
- Una battaglia dolce e salata (episodi 14-16-18-25)
- Sull'isola deserta (episodi 15-21-23-24)

Gli episodi 05-07 sono contenuti anche nella VHS "Marcellino Pane e Vino" distribuita da Alfadedis Entertainment per la serie Le grandi storie animate.

## DVD prima edizione
- Il piccolo grosso Teddy (episodi 05-07-13)
- Il teatro delle marionette (episodi 06-11-12)
- Avventure allo zoo (episodi 04-08-09-10)
- Una battaglia dolce e salata (episodi 14-16-18-25)
- Sull'isola deserta (episodi 15-21-23-24)

## DVD seconda edizione
- Dottore per orsetti cercasi (episodi 09-12-23)
- L'anello di brillanti (episodi 08-15-25)
- L'orsetto mamma (episodi 05-10-13)
- I giocattoli da bagno (episodi 07-16-24)
- Il ritorno di Capitan Coraggio (episodi 04-06-14)
- Il défilé delle bambole (episodi 11-18-21)